# Hari Mata Hari
Hari Mata Hari je pop glasbena skupina iz Sarajeva, obenem pa umetniško ime njenega vodilnega glasbenika Hajrudina »Harija« Varešanovića. Glasbena skupina je po svojih baladah poznana po kulturnem prostoru nekdanje Jugoslavije. Predvsem na tem območju je izvedla preko tisoč koncertov in prodala okoli 5 milijonov albumov. Skupina je zastopala Bosno in Hercegovino na Pesmi Evrovizije 2006 s skladbo »Lejla« in se uvrstila na tretje mesto.